# Озинський район
Озинський район рос. Озинский район — муніципальне утворення в Саратовській області. Адміністративний центр району — смт Озинки. Населення району — 18 222 осіб.

## Географія
Розташований на південному сході області, в сухостеповій зоні у межах Сиртової рівнини Загальних Сирт. Територією району протікають невеликі річки басейну Великого Іргиза: Велика Чаликла, Камишлак, Солдатка. На автодорозі «Енгельс — Уральськ» і на залізничній станції в Озинках знаходяться митні пости по кордону з Казахстаном. У південній частині району простягнулися Сині Гори (максимальна висота 227 м). На півночі мінімальна висота — в долині річки Камелік — 35 м.

## Історія
Район утворений 23 липня 1928 року в складі Пугачовського округу Нижньо-Волзького краю.
З 1934 року район в складі Саратовського краю, з 1936 року — у складі Саратовської області.
В районі знаходиться військовий аеродром Озинки, покинутий в 1998 році.

## Економіка
У районі нині працює підприємство з видобутку та випалу вапна, і елеватор. Розвідані великі запаси калійно-магнезіальних солей, горючих сланців, а також природного газу.
Провідна галузь — сільське господарство. В районі величезні сільськогосподарські угіддя — 385 тисячі га.

## Пам'ятки
У районі зустрічаються цікаві пам'ятки археології, які входять до переліку об'єктів історичної та культурної спадщини. У села Непряхіно знаходиться унікальна палеолітична стоянка, що перевершує за своїми розмірами найдавніші міста Близького Сходу.
Унікальність даної території полягає в тому, що за відсутності явних слідів життєдіяльності стародавньої людини і при нечисленному остеологічному (кістковому) матеріалів ссавців, що в цілому не характерно для стоянок, тут, в межах виходу кварцитових пісковиків, розташовувалася майстерня з виготовлення найпростіших кам'яних знарядь людей пізнього палеоліту. Перераховане дозволяє розглядати об'єкт як найдавнішу «гірничопромислову» ділянку, а саме «рудник» з видобутку кварциту. Передбачається, що кварцитовий пісковик і кварцит, поширені в даному районі, використовувалися для виготовлення витончених кам'яних знарядь і в більш пізній час, в неоліті. Широке поширення цих кам'яних виробів на території Лівобережного Поволжя дозволяє простежити шляхи розселення древніх людей в цьому регіоні.